# 핸섬캡

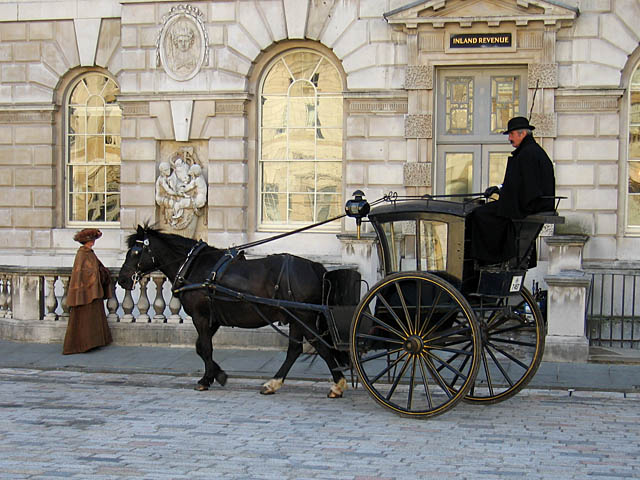

핸섬캡(hansom cab)은 말이 끄는 마차의 일종으로 요크 출신의 건축가 조셉 핸섬(Joseph Hansom)이 1834년에 디자인하고 특허를 받았다.:30 이 차량은 영국 레스터셔주 힝클리에 있는 핸섬이 개발하고 테스트했다. 본래 핸섬 세이프티 캡으로 불리던 이 차량은 속도와 안전성을 결합하고 안전한 코너링을 위해 무게 중심을 낮췄다. 핸섬의 원래 디자인은 존 채프먼(John Chapman)과 다른 여러 사람에 의해 실용성을 높이기 위해 수정되었지만 핸섬의 이름은 그대로 유지되었다.
캡(cab)은 cabriolet의 줄임말로 캐리지의 디자인을 반영한다. 이는 고용 차량으로 해크니 마차를 대체했다. 요금을 측정하기 위해 시계태엽식 기계식 택시미터가 도입되면서 이름이 택시가 되었다.
핸섬 택시는 빠르고, 말 한 마리가 끌 수 있을 만큼 가벼우며(더 큰 4륜 마차를 타고 이동하는 것보다 여행 비용이 저렴함), 악명 높은 교통 정체 속에서도 말이 끄는 차량을 조종할 수 있을 만큼 민첩하여 엄청난 인기를 누렸다. 핸섬 택시는 인기가 최고조에 달했을 때 최대 7,500대가 사용되었으며 영국(아일랜드 포함)의 다른 도시는 물론 유럽 대륙 도시, 특히 파리, 베를린, 상트페테르부르크로 빠르게 확산되었다. 택시는 19세기 후반에 다른 대영제국 도시와 미국에 도입되었으며, 뉴욕시에서 가장 일반적으로 사용되었다.

## 관련 출처
- Berkebile, Donald H. (1979). 《Carriage Terminology: An Historical Dictionary》. ISBN 0874741661.
- “Livery Driven Vehicles – Coson Carriage Tour”. 《Carriage Association of America》.